# Estación de Alsacia
Alsacia es una estación de la línea 2 del Metro de Madrid situada bajo la plaza del mismo nombre, en el distrito de San Blas-Canillejas.
La inauguración de la estación tuvo lugar el 16 de marzo de 2011.
La estación cuenta con un mural ilustrado por el pintor sevillano Luis Gordillo, titulado "Sueños encerrados", que cubre las paredes superiores del rellano tras los tornos y por encima de los andenes. Dicho pintor asistió a la inauguración de la estación.
En las proximidades de la estación se encuentra el Centro Comercial Las Rosas.

## Accesos
Vestíbulo Alsacia
- Av. Guadalajara Av. Guadalajara, s/n (frente a C/ Hermanos García Noblejas, 145).
- Pza. Alsacia - Ascensor 1 Pza. Alsacia, s/n (frente a C/ Hermanos García Noblejas, 133).
- Intercambiador Pza. Alsacia, s/n.
- Pza. Alsacia - Ascensor 2 Pza. Alsacia, s/n.

## Líneas y conexiones

### Metro
| << cabecera | < estación             | línea | estación >  | cabecera >>    |
| ----------- | ---------------------- | ----- | ----------- | -------------- |
| Las Rosas   | Avenida de Guadalajara |       | La Almudena | Cuatro Caminos |

### Autobuses
| Diurnos                           |                        |                                             |
| Autobuses con cabecera en Alsacia |                        |                                             |
| Línea                             | Destino                | Parada                                      |
| 70                                | Plaza de Castilla      | 5747 ALSACIA (Área Intermodal)              |
| 159                               | El Cañaveral           | 4588 ALSACIA (Área Intermodal)              |
| 165                               | Hospital Ramón y Cajal | 4398 ALSACIA (Área Intermodal)              |
| 167                               | Fin de Semana          | 5746 ALSACIA (Área Intermodal)              |
| Autobuses pasantes en Alsacia     |                        |                                             |
| Línea                             | Destino                | Parada                                      |
| 106                               | Vicálvaro              | 4635 ALSACIA (Alsacia-Malmoe)               |
| 140                               | Canillejas             | 4635 ALSACIA (Alsacia-Malmoe)               |
| E2                                | Las Rosas              | 4635 ALSACIA (Alsacia-Malmoe)               |
| 106                               | Manuel Becerra         | 4655 ALSACIA (Av. Guadalajara-Pza. Alsacia) |
| 140                               | Pavones                | 4655 ALSACIA (Av. Guadalajara-Pza. Alsacia) |
| E2                                | Felipe II              | 4655 ALSACIA (Av. Guadalajara-Pza. Alsacia) |
| Nocturnos                         |                        |                                             |
| Línea                             | Destino                | Parada                                      |
| N7                                | Valderrivas            | 4635 ALSACIA (Alsacia-Malmoe)               |
| N7                                | Cibeles                | 4655 ALSACIA (Av. Guadalajara-Pza. Alsacia) |

| Diurnos   |                                                                |                                      |                           |
| Línea     | Destino                                                        | Parada                               | Operador                  |
| 287       | Coslada (Bº Estación)                                          | 18510 ALSACIA (Área Intermodal)      | Avanza Movilidad Integral |
| Nocturnos |                                                                |                                      |                           |
| Línea     | Destino                                                        | Parada                               | Operador                  |
| N203      | Coslada-San Fernando de Henares-Velilla de San Antonio/Loeches | 4230 HNOS. GARCÍA NOBLEJAS - ALSACIA | Avanza Movilidad Integral |
| N203      | Madrid (Ciudad Lineal)                                         | 5747 ALSACIA (Área Intermodal)       | Avanza Movilidad Integral |